# Thomas Nelson Maclean

Ione, 1885 von Thomas Nelson Maclean, Terrakotta auf einem Sockel aus grünem Marmor (insgesamt 24 cm hoch) – In der griechischen Mythologie war Ione eine der fünfzig Nereiden, den Meeresnymphen. Sie war die Tochter des Meeresgottes Nereus und der Ozeanide Doris. Die Nereiden wurden oft als Dienerinnen des Meeresgottes Poseidon dargestellt und in der antiken Kunst als schöne, anmutige junge Frauen abgebildet. Die Ione in MacLeans Skulptur stammt jedoch nicht aus der griechischen Mythologie, sondern aus dem Roman „Die letzten Tage von Pompeji“ von Edward Bulwer-Lytton.

Thomas Nelson Maclean (* 1845 in Deptford, Kent, England; † 1894 in London) war ein britischer Bildhauer des späten 19. Jahrhunderts. Er wurde für seine klassisch inspirierten Werke bekannt und leistete einen bedeutenden Beitrag zur sogenannten New-Sculpture-Bewegung.

## Leben
Thomas Nelson Maclean war der Sohn des Ingenieurs Horatio Nelson Maclean. Um 1860 zog er nach Paris, wo er bei dem Bildhauer Albert-Ernest Carrier-Belleuse studierte und als dessen Assistent arbeitete. Er besuchte auch die École des Beaux-Arts. Nach der Belagerung von Paris im Jahr 1870 kehrte er nach London zurück, wo er unter anderem für den Bildhauer Henry Hugh Armstead arbeitete. Ab etwa 1875 etablierte er sich als freischaffender Bildhauer und wurde für seine klassisch drapierten weiblichen Figuren und Büsten bekannt.

## Werk
Seine Arbeiten zeichnen sich durch eine elegante und zurückhaltende Ästhetik aus, die Elemente des späten Neoklassizismus mit der aufkommenden New-Sculpture-Bewegung verbindet. Besonders hervorzuheben ist seine 1885 entstandene Skulptur Ione, die eine Figur aus Edward Bulwer-Lyttons Roman The Last Days of Pompeii darstellt. Sie wurde erstmals 1875 an der Royal Academy in London ausgestellt und später auch im Salon de Paris gezeigt. Es folgten weitere Ausstellungen, darunter 1877 in der Grosvenor Gallery und 1888 auf der Internationalen Ausstellung in Glasgow.
Ein weiteres bedeutendes Werk ist die 1881 entstandene Bronzeskulptur The Spring Festival, die zwei tanzende Frauen mit Tamburinen darstellt. Maclean goss diese Arbeit in Paris und die Galerie Bellman & Ivey veröffentlichte sie in London. Sie basiert auf dem Gemälde On the Road to the Temple of Ceres: A Spring Festival von Lawrence Alma-Tadema und wurde 1885 in London ausgestellt.